# Cryptoperla chiangi
Cryptoperla chiangi is een steenvlieg uit de familie Peltoperlidae. De wetenschappelijke naam van de soort is voor het eerst geldig gepubliceerd in 1940 door Banks.